# 1858 a tudományban
Az 1858. év a tudományban és a technikában.

## Kémia
- Megjelenik Archibald Scott Couper skót vegyész cikke, melyben bevezeti a kémiába a kötések fogalmát[1]

## Orvosbiológia
- Rudolf Virchow könyve: Die Cellularpathologhie[2]

## Születések
- január 28. – Eugène Dubois holland paleoantropológus († 1940)
- március 14. – Eduard von Toll balti-német geológus és felfedező, a Jeges-tenger és Kelet-Szibéria kutatója († 1902)
- március 18. – Rudolf Diesel német mérnök, a róla elnevezett öngyulladó belsőégésű motor (dízelmotor) feltalálója († 1913)
- április 23. – Max Planck Nobel-díjas német fizikus, a kvantummechanika megalapítója († 1947)
- május 3. – Madarász Gyula magyar ornitológus  († 1931)
- augusztus 11. – Christiaan Eijkman Nobel-díjas holland orvos és fiziológus († 1930)
- augusztus 27. – Giuseppe Peano olasz matematikus, logikatudós, nyelvész († 1932)
- szeptember 28. – Gustaf Kossinna német nyelvész, régész, a településrégészeti módszertan megteremtője († 1931)
- november 1. – Ludwig Struve (Gustav Wilhelm Ludwig Struve) orosz csillagász († 1920)

## Halálozások
- január 30. – Coenraad Jacob Temminck holland zoológus (* 1778)
- április 28. – Johannes Peter Müller német fiziológus (* 1801)
- június 10. – Robert Brown skót botanikus és paleobotanikus, a róla elnevezett Brown-mozgás felfedezője (* 1773)
- augusztus 23. – Reguly Antal magyar néprajzkutató, utazó, az oroszországi finnugor népek kutatója, az Északi-Urál térképezője (* 1819)